# Янка Купала
Я́нка Купа́ла  (справжнє ім'я  Іва́н Доміні́кович Луце́вич, біл. Іва́н Даміні́кавіч Луцэ́віч, Iván Daminíkavič Łucévič; *25 червня (7 липня) 1882 року — †28 червня 1942 року) — класик білоруської літератури, поет, драматург, публіцист, видатний діяч білоруського Відродження початку XX століття. Народний поет Білорусі (1925). Академік Національної академії наук України (1929), Академії наук Білоруської РСР (1928).

## Біографія

### Дитинство і юність

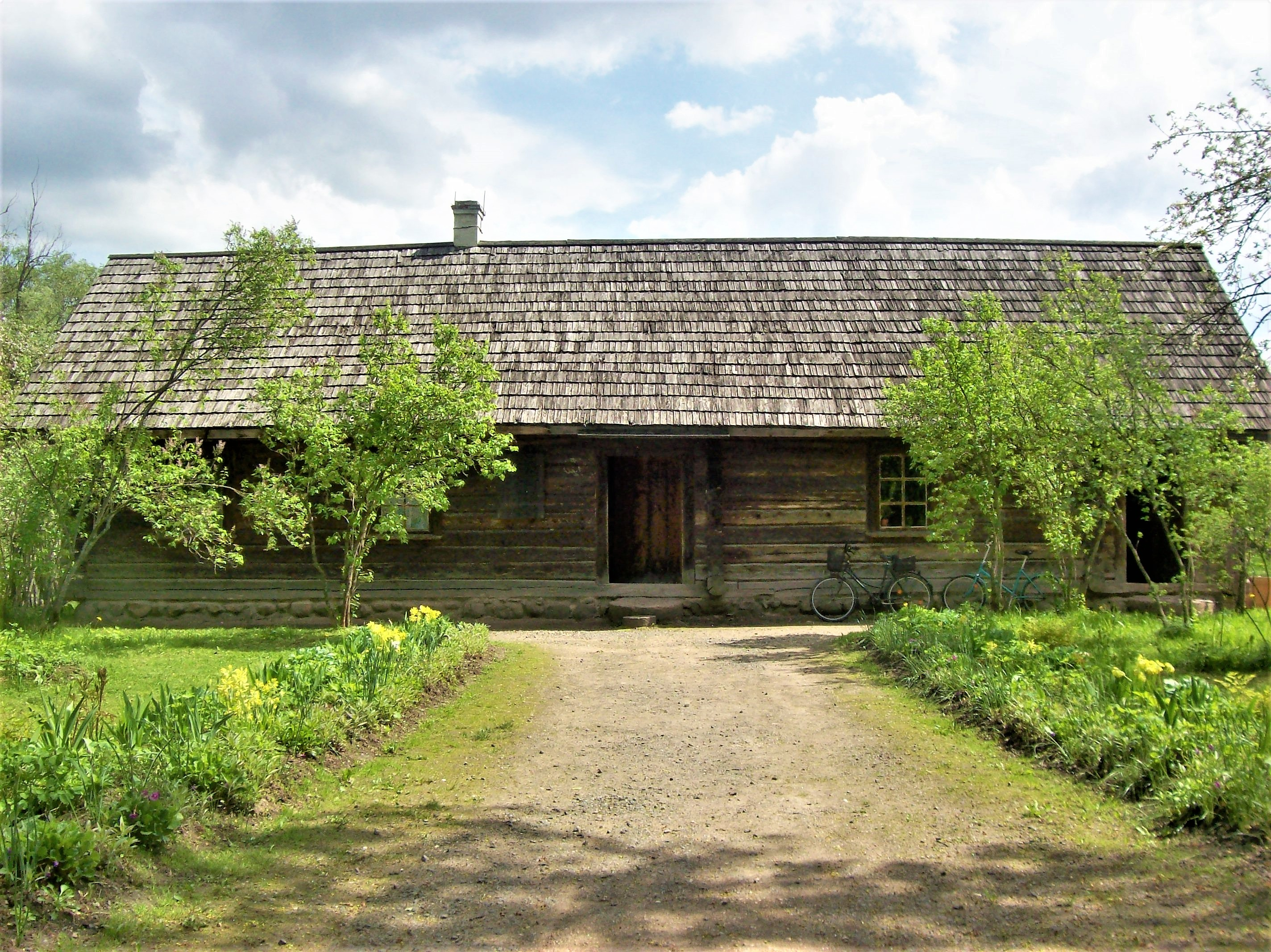
Садиба Луцевичів у В'язинці. Будинок-музей Янки Купали

Народився 7 липня 1882 року (за новим стилем) у селі В'язинка під Мінськом. Батько належав до дрібної збіднілої шляхти, яка орендувала землю у поміщицькому селі. У 1888 року закінчив Білоруське народне училище. Після смерті батька у 1902 році працював на посаді домашнього вчителя, писаря, практиканта на пивоварні та інших.

### Перші публікації
Перші твори Купала — сентиментальні вірші польською мовою, надруковані у 1903–1904 роках у часописі «Ziarno» (Зерно) під псевдонімом «К-а». Перший вірш білоруською мовою  «Мая доля» (Моя доля) з'являється 15 липня 1904 року. Перший білоруськомовний твір у друці — публікація 15 травня 1905 року в газеті «Северо-Западный край» (Північно-Західний край) вірша «Мужык» (Мужик). Перша публікація у білоруськомовній пресі — вірш «Касцу» (Косарю), надрукований у «Нашій Ниві» 11 травня 1907 року. Влітку того ж року в «Нашій Ниві» з'являються і інші твори Купали. Його раннім віршам властива близькість до фольклору і білоруської поезії XIX століття.
Упродовж 1906–1907 років пишуться поеми «Зімою» (Взимку), «Нікому», «Адплата каханьнем» (Відплата коханням), 18 грудня 1908 року «Наша Нива» публікує поему «У Піліпаўку» (У Пилипівку). Того ж року закінчена праця над поемами «Адвечная песьня» (Споконвічна пісня) та «За што?» (За що?). Темою цих творів стали соціальна несправедливість і пригноблення.

### Віленський і петербурзький періоди

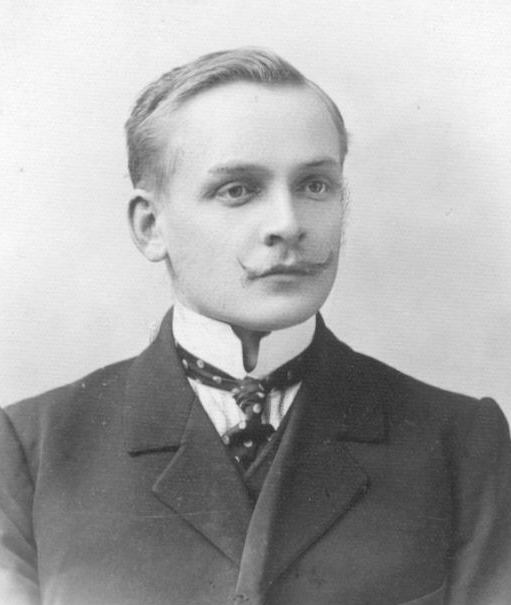
Янка Купала, 1908

Восени 1908 року Купала приїжджає у Вільно, де працює у редакції «Наша Нива». У віленський період видається величезна кількість широковідомих згодом віршів — «Маладая Беларусь» (Молода Білорусь), «Заклятая кветка» (Заклята квітка), «Адцьвітаньне» (Відквітування) та інші, деякі з них друкуються «Нашою Нивою».
1908 року в Петербурзі у видавництві «Загляне сонца і ў наша ваконца» виходить перший збірник Купали під назвою «Жалейка» (Сопілка). У жовтні того ж року Санкт-Петербурзький комітет у справах друку при Міністерстві внутрішніх справ вирішує конфіскувати збірник як антидержавний і притягнути автора і видавництво до кримінальної відповідальності. Ціною немалих зусиль арешт з книги було знято, проте 1909 року тираж книги знову конфісковано за наказом віленського генерал-губернатора. Щоб не зашкодити офіційній репутації «Нашої Ниви», Купала полишає роботу у редакції.
У грудні 1909 року Купала подається до Петербурга. Там він влаштовується на курси О. Черняєва, де викладали відомі петербурзькі вчені. 8 липня 1910 року окремою книгою виходить поема Купали «Адвечная песьня» (Споконвічна пісня), а 13 жовтня 1910 року — друга його збірка «Гусьляр» (Гусляр). У віршах збірки звучить заклик до пробудження національної гідності та змагання за свободу, але вірші з відкритими закликами до повстання («Зваяваным» (Завойованим) та інші) було викреслено зі збірки перед виданням, щоб уникнути цензури. У травні 1910 року завершено поему «Курган», а в серпні того ж року — драматичну поему «Сон на кургане» (Сон на кургані), один із найвизначніших творів поета, символічний прояв ганебного становища тодішньої Білорусі. Окремим виданням поема вийшла 1912 року в Петербурзі.

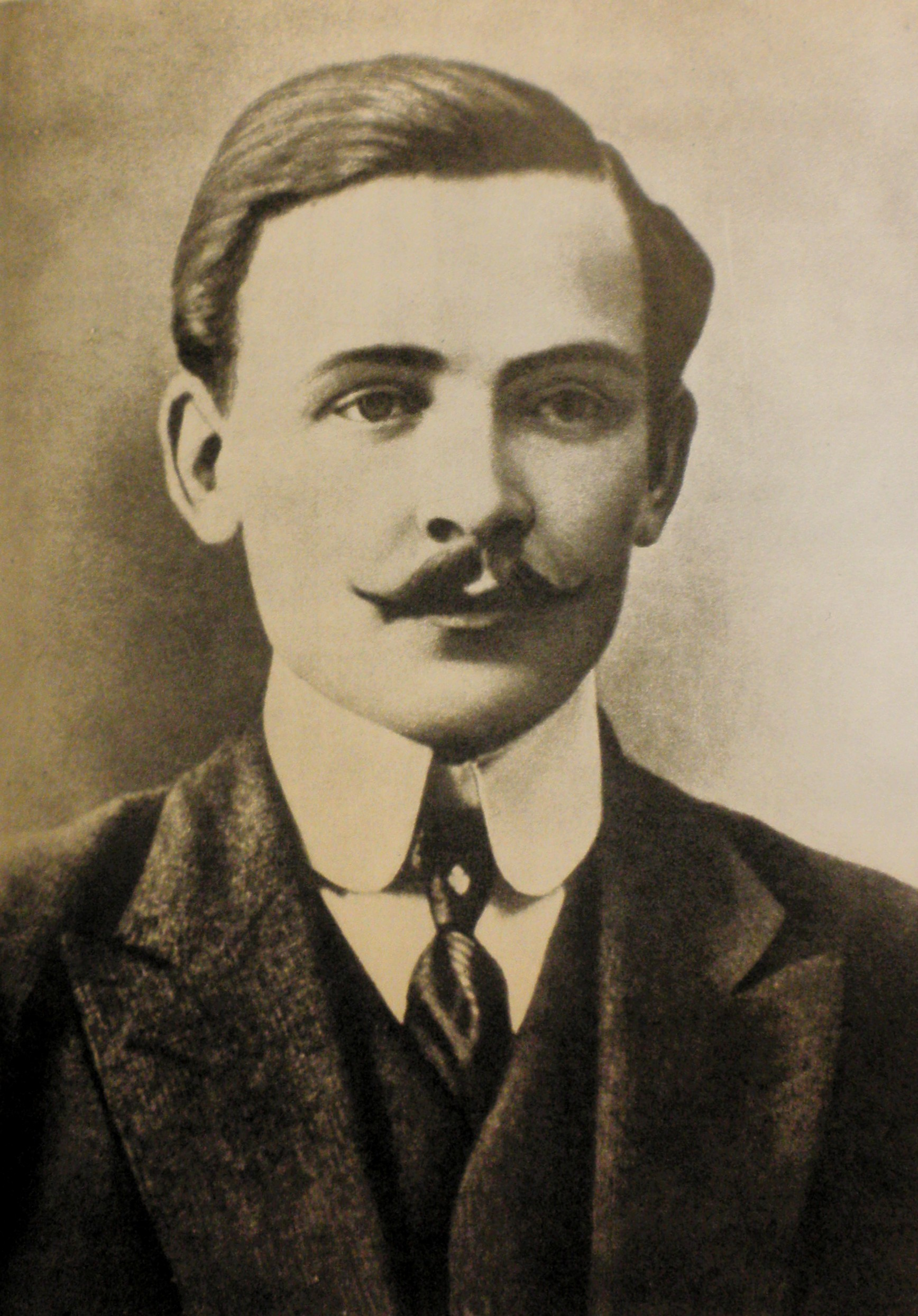
Янка Купала, 1911

У 1911–1913 роках Купала влітку відвідує матір і сестер у Білорусі, у селі Окопи. 3 червня 1912 року він завершив свій перший сценічний твір — комедію «Паўлінка» (Павлинка), яку в наступному році було видано у Петербурзі, а згодом і поставлено на сцені — спочатку в Петербурзі, потім у Вільні, нарешті влітку 1913 року у Радашковичах. На спектаклях був присутній сам автор. У червні 1913 року у Окопах завершено історичну поему «Бандароўна» (Бондарівна), згодом за нею — поеми «Магіла льва» (Могила лева), «Яна і я» (Вона і я), а також сценічний жарт «Прымакі» (Приймаки).
Навесні 1913 року був видано третю збірку Купали — «Шляхам жыцьця» (Шляхом життя). Віршам, що увійшли до цієї збірки, на відміну від попередніх двох, притаманний значний вплив естетики модерну. Серед інших творів у збірці містилася драматична поема «На папасе» (На годівлі).
У вересні 1913 року виходить головний твір дореволюційної творчої спадщини Купали — драма «Раскіданае гняздо» (Розкидане гніздо). У ній розповідається про трагедію білоруського народу на прикладі однієї селянської сім'і, яка залишається без землі і притулку. П'єсу було поставлено на сцені у 1917 році, після революції, а надруковано ще пізніше — у 1919 році у Вільні.
Восени 1913 року Купала повертається до м. Вільно, де спочатку працює секретарем Білоруського видавничого товариства, а згодом знову співпрацює з «Нашою Нивою». З 7 березня 1914 року газета виходить за підписом Купали як редактора. Водночас він допомагає Максимові Богдановичу та К. Буйло у виданні збірок їхніх поезій.

### Роки війни і окупації
У серпні 1914 року починається Перша світова війна, і Купала з вересня до грудня 1914 року працює над циклом антиваоєнних віршів «Песьні вайны» (Пісні війни). Також він пише статті проти війни у «Нашій Ниві». За статтю «Думкі» (Думки) Купалу мали притягти до кримінальної відповідальності, але з причини наближення фронту до Вільна та початку евакуації суд не відбувся. У вересні 1915 року Купала переїжджає з Вільна у Окопи.
Наприкінці вересня 1915 року він їде у Москву, там навчається у Народному університеті імені А. Л. Шанявського. Там він пізніше одружується з Владиславою Станкевич, потім переїжджає до Мінська. У січні 1916 року Купалу забирають до війська, він потрапляє у дорожно-саперний підрозділ, розташований у Мінську, який влітку того ж року переводять до Полоцька. Під час німецької окупації Купала перебував у Смоленську. З 1916 до осені 1918 року, він не написав жодного твору. У жовтні-грудні 1918 року Купала створює цикл віршів-закликів, який став його відгуком на події тих років — революція, окупація, проголошення БНР: «Час!» (Час!), «На сход!» (На зібрання!), «Пчолы» (Бджоли), «Званы» (Дзвони) та інші.
Купала повертається у Мінськ у січні 1919 року. 25 серпня вийшов перший номер редагованої Купалою газети «Звон» (Дзвін). Він пише нові вірші і друкує безліч статей на тему національного відродження та змагань за волю, одночасно перекладає білоруською мовою «Слово о полку Ігоревім». 24 червня 1920 року проводився бенкет з нагоди 15-ліття літературної творчості Купали.

### Кінець 1920-х— 1930-ті роки

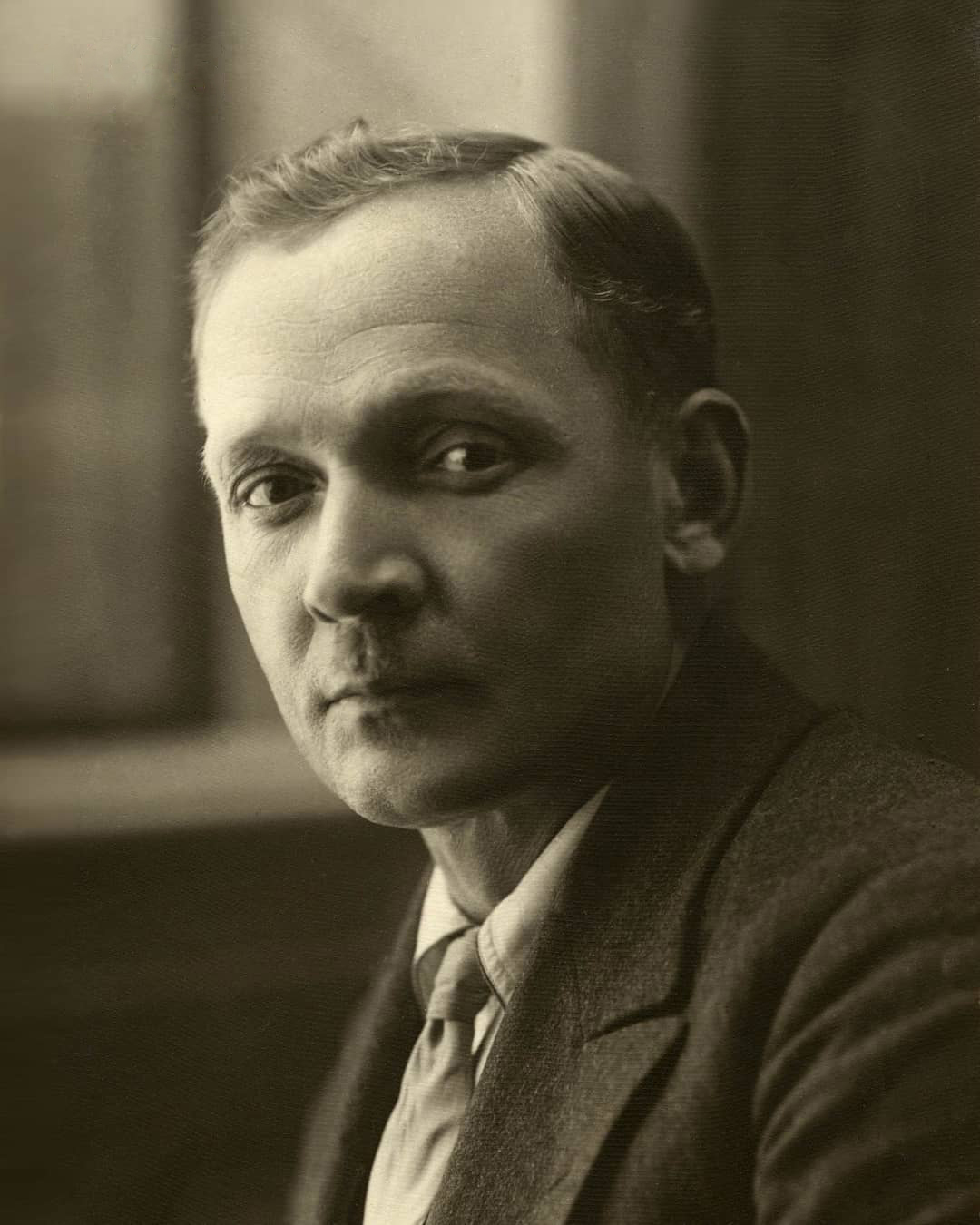
Янка Купала, 1925 рік

1927 року Купала очолив громаду «Полымя» (Полум'я), яка об'єднала письменників періоду білоруського Відродження. 7 листопада 1927 року білоруські газети друкують поему Купали «З угодкавых настрояў», присвячену 10-ій річниці Жовтневої революції. У поемі розповідаються події жовтня 1917 року з надзвичайно великим пафосом, у якому відчувається явна насмішка.
У наступні роки починається хвиля репресій серед творчої інтелігенції, і Купала, як і величезна кількість інших білоруських та й українських поетів, вимушений писати на замовлення влади хвалебні вірші на тему «будівництва соціалізму». Він багато разів викликався на допити за справою "контрреволюційної" організації «Саюз вызваленьня Беларусі» (Союз визволення Білорусі), якої насправді не існувало. 20 листопада 1930 року, не витримавши знущань, Купала робить спробу самогубства, але залишається живим. Коли він лежав у лікарні, повністю зломлений, він підписує відкритий лист Янки Купали з відреченням від національних ідей.

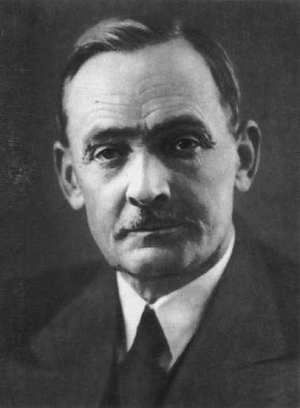
Янка Купала, 1930-ті роки

Творчість Купали 1930-х років складається з прорадянських віршів, позбавлених будь-якої мистецької вартості, у порівнянні з циклом віршів 1935 року («Сонцу» (Сонцю), «Лён» (Льон), «Дарогі» (Дороги) та інші), поеми «Над ракой Арэсай» (Над річкою Оресою) (1933), присвячену колективізації, поема «Тарасова доля» (1939) пам'яті Тараса Шевченка. З віршів 30-х років було укладено збірку «Ад сэрца» (Від серця) (1940), за яку Купала у 1941 році отримав Ленінську премію.

### Останні роки життя
1941 року, через нацистську окупацію Білорусі, Купала евакуювався у Москву, а звідти у Печище (Татарстан). Він створює ряд віршів — звертається до свого народу, у яких закликає до боротьби з окупантами: «Беларускім партызанам» (Білоруським партизанам), «Зноў будзе шчасьце мець і волю…» (Знову щастя будемо мати і волю), «Паўстаў народ…» (Повстав народ) та інші. 28 червня 1942 року в Москві Купала трагічно загинув, коли впав зі сходів у готелі «Москва».
Існує три версії загибелі поета.
Перша версія, яка є офіційною — це нещасний випадок. Висновок слідчих: поету стало погано (за деякими джерелами, він був у стані алкогольного сп'яніння), він сперся на поручні, але, не втримався, перекинувся та впав з величезної висоти.
Друга версія — це вбивство, зі сходів його скинули співробітники НКВД. Припущення можливе, проте жодних документальних підтверджень того, що Купалу вбили або готувалися вбити, немає. Але багато дослідників Янки Купали дотримуються саме цієї версії. Непрямим підтвердженням цього є те, що жодного ґрунтовного розслідування загибелі відомого поета не проводилося — верхівці партії доповіли просто: «Напився та впав…». У будь-якому разі, дослідникам у шістдесятих років так і не вдалося знайти матеріалів кримінальної справи про смерть Янки Купали.
Третя версія — це самогубство. Депресія, у якій перебував поет, теж могла вплинути на його психічний стан. Поет вже робив спробу самогубства у 1930.
Головною причиною всіх трьох версій смерті Янки Купали могли стати чутки про найменування в окупованому Мінську вулицю іменем Івана Луцевича. Тиск НКВД та постійні доноси на поета про його зв'язки з нацистами, підігріті цими чутками, вплинули на психологічний стан поета та й могли послужити причиною у версії вбивства. Хоча насправді вулицю було названо на честь Івана Луцкевича — засновника «Білоруської Революційної Громади».
Поета поховали в Москві на Ваганьковському кладовищі, а через 20 років його прах перевезли в Білорусь. Тепер могила Янки Купали розташована на Військовому цвинтарі у Мінську, поруч з могилою Якуба Коласа.

## Пам'ять
Іменем Янки Купали названо вулиці в Києві, Львові та Мінську, парк і станцію метро в Мінську, Гродненський державний університет, заповідник біля В'язинки. Створено Державний літературний музей Янки Купали у Мінську і його філії у В'язанці, Лявках i Окопах.

## Бібліографія

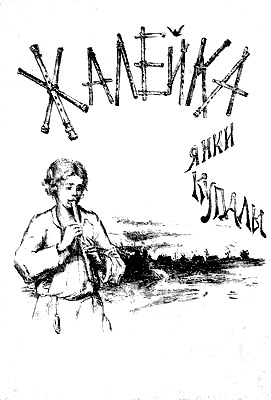
«Жалейка» («Сопілка», 1908)

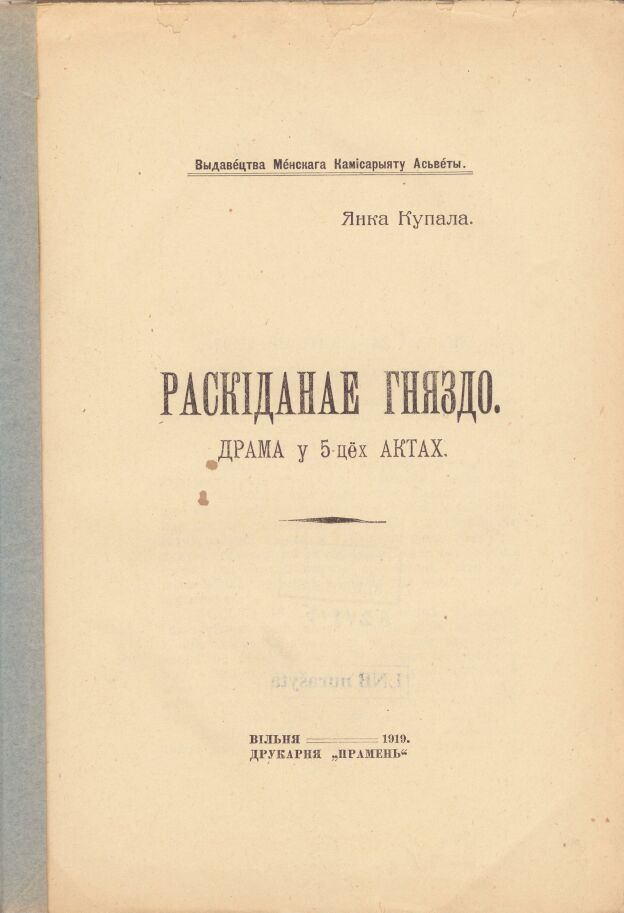
«Разкіданае гняздо» (Розкидане гніздо). Вільно, 1919

### Збірки віршів
- «Жалейка» («Сопілка», 1908)
- «Гусьляр» («Гусляр», 1910)
- «Шляхам жыцьця» («Шляхом життя», 1913)
- «Спадчына» («Спадщина», 1922)
- «Ад сэрца» («Від серця», 1940)

### Поеми
- «Зімою» («Взимку», 1907)
- «Нікому» («Нікому»,1907)
- «Адплата каханьня» (Відплата кохання, 1907)
- «У Піліпаўку» («У Пилипівку», 1908)
- «За што?» («За що?»,1908)
- «Адвечная песьня» («Споконвічна пісня», 1908)
- «Курган» («Курган»,1910)
- «Сон на кургане» («Сон на кургані», 1910)
- «Бандароўна» («Бондарівна», 1913)
- «Магіла льва» («Могила лева», 1913)
- «Яна і я» («Вона і я», 1913)
- «На папасе» («На годівлі», 1913)
- «Безназоўнае» («Безназовне», 1924)
- «З угодкавых настрояў» («З роковинних настроїв», 1927)
- «Над ракой Арэсай» («Над річкою Оресою», 1933)
- «Тарасова доля» («Тарасова доля», 1939)

### П'єси
- Паўлінка (Павлінка, 1912)
- Прымакі (Примаки, 1913)
- Раскіданае гняздо (Розкидане гніздо, 1913)
- Тутэйшыя (Тутешні, 1922)

### Переклади
Переклав «Слово о полку Ігоревім» (прозою і віршами), «Інтернаціонал», польський текст у п'єсах Вінцента Дуніна-Марцінкевича «Ідилія», лібретто опери «Галька» С. Монюшко, поему О. С. Пушкіна «Медный всадник» (Мідний вершник), ряд віршів і поем Т. Г. Шевченка, деякі твори М. Некрасова, І. Крилова, О. Кольцова, А. Міцкевича, В. Сирокомлі, М. Конопницької, Ю. Крашевського, В. Браневського, Є. Жулавського, П. Панча та інших.
Після смерті Купали видавалися велика кількість його творів, книги вибраних віршів, поем і публіцистики. У 2003 році завершено видання повного зібрання творів Янки Купали у 9 томах.

### Українські переклади
Українською мовою твори Купали перекладали: Володимир Свідзінський, Микола Бажан, Павло Тичина, Володимир Сосюра, Сергій Пилипенко, Андрій Малишко, Роман Лубківський, Дмитро Білоус, Григорій Кочур, Дмитро Павличко, Максим Рильський, Микола Нагнибіда, Андрій Панів, Терень Масенко, Микола Терещенко, Ігор Муратов, Степан Крижанівський.
Переклад вірша Купали «Я люблю», перекладач Дмитро Павличко:
| Оригінал білоруською Я люблю ўсходы нашых палеткаў, І спавітыя ў зелень лугі, І шум бору пануры, глухі, І шаптаньне крынічнае ўлетку… Я люблю упрыгожану ў мхі Нашу вёску — сваёй крыўды сьведку, Свой народ — гэту зьвяўшую кветку, Цэлы край — родны мне й дарагі. Я люблю ясны вочы і грудзі І стан гібкі дзяўчыны-красы: Аб ёй брэджу на яве і ў сьне. Я люблю і заву, бы ў нялюдзьдзі,- Чуюць кліч мой сухія лясы, Кліч: хто ж любіць, хто любіць мяне? 1912 |  | Переклад українською Я люблю наших нив золотину І сповиті у зелень луги, Шум похмурих борів навкруги, Дзвін джерел у серпневу годину… Я люблю в наших селах стоги, Вкриту мохом убогу хатину, Свій народ — цю прив'ялу квітину, Цілий край, що мені дорогий. Я люблю ясні очі і груди,— Від дівочої гину краси, І болить мене серце сумне. Кличу, зву, ніби йду поміж люди, Але чують мій клич лиш ліси, Клич: хто любить, хто ж любить мене? 1912 |

## Вплив України на творчість поета
Янка Купала неодноразово висловлював захоплення українською літературою і зокрема Тарасом Шевченком. У 1928 він писав у автобіографії: «Українську літературу я люблю… З українських поетів більше за всіх, безумовно, люблю Шевченка». До найкращих творів Янки Купали належать вірші «Пам'яті Т. Шевченка» (25 лютого 1909) та «Пам'яті Шевченка» (1909), й поема «Тарасова доля» (1939).
Янка Купала був активним популяризатором творчості Шевченка серед білоруського народу. Він переклав білоруською мовою кілька його віршів. 1911 у Вільні опубліковано (до 50-річчя з дня смерті Тараса Шевченка) окремою книгою за редакцією Янки Купали зроблений Ф. Чернишевичем переклад поеми «Катерина».
У травні 1939 року Янка Купала та Якуб Колас беруть участь в ювілейному Пленумі Спілки письменників СРСР, присвяченому 125-річчю від дня народження Тараса Шевченка, виступають із доповідями.
7 травня 1939 року Янка Купала відвідує могилу Тараса Шевченка. Під час виступу у Каневі Янка Купала прочитав свій переклад «Заповіту». Того ж року під редакцією Янки Купали і Якуба Коласа виходить «Кобзар» у перекладі білоруською мовою.
Переклад «Заповіту» Т. Г. Шевченка білоруською мовою, зроблений Купалою: 
ЗАПАВЕДЗЬ
Як памру я, пахавайце

На Ўкрайне мілай,

Сярод стэпу на кургане,

Дзе продкаў магіла:

Каб нязьмеранае поле,

Дняпро і абрывы

Было відна,— было чутна,

Як раве бурлівы!

Як пагоняць з Украіны

У сіняе мора

Кроў варожу… Во тады я

І нівы і горы —

Ўсё пакіну й да самога

Бога палунаю

Маліцеся… А да тых пор —

Бога я ня знаю!

Пахавайце ды ўставайце,

Кайданы парвіце

І варожай злой крывёю

Волю акрапіце!

І мяне ў сям'і вялікай,

Ў сям'і новай, вольнай,

Не забудзьце памянуці

Добрым ціхім словам.

## Образ у кінематографі
- Купала — біографічний фільм (заборонений режимом Лукашенка), в якому, окрім долі поета, висвітлюється тема заборон білоруської мови урядом Російської імперії, знищення білоруської інтелігенції , депортації білорусів радянською владою, та русифікації